# Alojzije Janković
Alojzije Janković (Vinkovci, 2. travnja 1983.) hrvatski je šahist.
Nositelj je titule velemajstora, koju mu je dodijelila Svjetska šahovska organizacija 2006. godine. Njegov je najviši ostvaren ELO rejting u karijeri 2593 bodova. Godine 2006. Janković je pobijedio na turniru Zagreb Open, održanom u njegovu rodnom gradu. 
Bio je višestruki kadetski i juniorski prvak Hrvatske. Podijelio je prvo mjesto na prvenstvu Hrvatske 2010. godine,  a osvojio ga u siječnju 2015. godine Janković je puno puta igrao za hrvatsku reprezentaciju.
Ostali su mu uspjesi: pobjeda u Sarajevu 2006., Sabadell Openu 2008., na međunarodnom Styrian Openu 2014., osvajanje Mitropa Kupa 2004. i 2013., podijeljeno prvo mjesto na Sitges Openu 2008. godine.
Bio je glavni urednik Šahovskog glasnika, mjesečnika Hrvatskog šahovskog saveza. Janković je suautor knjige "The Richter-Rauzer Reborn" u izdanju Thinkers Publishing 2014. s drugim dopunjenim izdanjem koje je izašlo 2019. godine.] Autor je knjige "Grandmaster Mindset" također izdavača Thinkers Publishing, objavljene 2020.godine.
Godine 2020. njegov znanstveni rad s OFEL konferencije „Šah kao moćno obrazovno sredstvo za uspješne ljude“ objavljen je u znanstvenom časopisu.
Suradnik je u New in Chess Yearbooku. Također je voditelj i tjedne 20-minutne emisije Šahovski komentar, koja se emitira svake nedjelje na HRT-u 3. 
Nosilac je titule FIDE trenera i FIDE organizatora. Janković je Predsjednik Zone FIDE 1.2. sa zemljama članicama (Izrael, Švicarska, Njemačka, Austrija, Slovenija, Hrvatska, Bosna i Hercegovina, Sjeverna Makedonija i Kosovo)  Također je potpredsjednik Hrvatske asocijacije za sportski menadžment te član Upravnog odbora Mediteranskog šahovskog saveza.
Završio je Ekonomski fakultet u Zagrebu i Master studij sportskog menadžmenta na Sveučilišnom učilištu Aspira.

## Poslovni život
Bio je glavni tajnik Hrvatskog šahovskog saveza od 2016. do 2025., kada je odlukom izvršnog odbora jednoglasno smijenjen zbog poslovanja koje je rezultiralo velikim financijskim minusom.
U srpnju 2022. izabran je za potpredsjednika Europske šahovske unije.